# Callianassa nigroculata
Callianassa nigroculata is een tienpotigensoort uit de familie van de Callianassidae. De wetenschappelijke naam van de soort is voor het eerst geldig gepubliceerd in 2002 door Sakai.